# Anjeh
Anjeh (persiska: انجه) är en ort i Iran.   Den ligger i provinsen Khuzestan, i den centrala delen av landet, 400 km söder om huvudstaden Teheran. Anjeh ligger 1 002 meter över havet och antalet invånare är 228.
Terrängen runt Anjeh är lite bergig. Runt Anjeh är det ganska tätbefolkat, med 56 invånare per kvadratkilometer. Närmaste större samhälle är Shū Gol-e Ḩājjīvand, 19,0 km väster om Anjeh. Trakten runt Anjeh består i huvudsak av gräsmarker.